# أردستان
أردستان (بالفارسية: اردستان) هي مرکز مدينة أردستان الواقعة في محافظة أصفهان في إيران. تقع هذه المدينة على مسافة 120 كم شمال أصفهان وبجوار الطريق الرابط بين بندر عباس وطهران. يقدر عدد سكانها بـ 14,698 نسمة .

## أعلام
- محمد صادق الأردستاني (1644 - 1721) فيلسوف.